# Strongylamma wilsoni
Strongylamma wilsoni är en svampdjursart som först beskrevs av Arthur Dendy 1922.  Strongylamma wilsoni ingår i släktet Strongylamma och familjen Tedaniidae. Inga underarter finns listade i Catalogue of Life.